# Вагна
Вагна (нем. Wagna) — ярмарочная коммуна (нем. Marktgemeinde) в Австрии, в федеральной земле Штирия. 
Входит в состав округа Лайбниц.  Население составляет 5212 человек (на 31 декабря 2005 года). Занимает площадь 12,98 км². Официальный код  —  6 10 45.

## Политическая ситуация
Бургомистр коммуны — Карл Деллер (СДПА) по результатам выборов 2005 года.
Совет представителей коммуны (нем. Gemeinderat) состоит из 25 мест.
- СДПА занимает 15 мест.
- АНП занимает 8 мест.
- АПС занимает 1 место.
- Зелёные занимают 1 место.